# Полевой пилильщик
Полевой пилильщик (Tenthredo campestris) — вид перепончатокрылых из семейства настоящих пилильщиков.

## Описание
Взрослый пилильщик достигает 12—14 миллиметров в длину.

## Экология
Питается взрослая особь нектаром и пыльцой борщевика обыкновенного (Heracleum sphondylium) и сныти обыкновенной (Aegopodium podagraria), а также маленькими насекомыми.